# Jesús Sánchez Gutiérrez
Jesús Sánchez Gutiérrez fue un abogado y político peruano.
Nació en Arequipa, hijo de Eugenio Sánchez y Manuela Gutiérrez. En 1873 inició sus estudios en la Universidad Nacional de San Agustín de esa ciudad. Tras titularse como abogado en 1880 fue secretario de cámara en la Corte Superior de Justicia de Puno al mismo tiempo que era profesor en el Colegio de San Carlos. En agosto de 1882 obtuvo el grado de Licenciado en derecho y luego el de doctor en la universidad de Arequipa.
En 1881 fue elegido como diputao suplente para formar parte de la Asamblea Nacional de Ayacucho convocado por Nicolás de Piérola luego de la Ocupación de Lima durante la Guerra del Pacífico. Este congreso aceptó la renuncia de Piérola al cargo de Dictador que había tomado en 1879 y lo nombró presidente provisorio. Sin embargo, el desarrollo de la guerra generó la pérdida de poder de Piérola por lo que este congreso no tuvo mayor relevancia. Sin embargo, Sánchez no pudo acudir a la misma por hallarse prestando servicios como cajero fiscal de la Provincia Litoral de Moquegua.
En 1884 formó parte de la Asamblea Constituyente convocado por el presidente Miguel Iglesias luego de la firma del Tratado de Ancón que puso fin a la Guerra del Pacífico. Esta asamblea no sólo ratificó dicho tratado sino también ratificó como presidente provisional a Miguel Iglesias, lo que condujo a la Guerra civil peruana de 1884-1885. Sin embargo, Moscoso fue uno de los seis diputados que se negó a ratificar el tratado de Ancón junto con el diputado por el Cusco Benjamín Sánchez Gutiérrez, su hermano, Elías Malpartida, diputado por Pasco; el religioso Eusebio Gonzáles, diputado por Huánuco; Elías Malpartida, diputado por Junín, y el diputado por Puno Modesto Basadre.
En 1910, fue senador suplente por el recién creado departamento de San Martín.